# James Teer
James Teer (1826-1887) est un marin irlandais du XIXe siècle.

## Biographie
Il est né d'une famille de pêcheur à Newcastle, County Down en Irlande. Marin cherchant fortune, il part pour l'Australie puis la Nouvelle-Zélande à l'occasion de la ruée vers l'or de 1860. 
Le succès qu'il retire de cette entreprise le pousse à retourner en dans son pays natal, en Irlande.
Le 3 mai 1866, il embarque à bord du General Grant qui doit le ramener vers Londres via le cap Horn.
À bord du navire 83 personnes et un chargement d'or d'une valeur de plus de 10 000 £.
Le 14 mai, le navire fait naufrage de manière spectaculaire il s'engouffre dans une caverne marine des îles Auckland au sud de la Nouvelle-Zélande.
Quinze personnes dont une femme réchappent de la catastrophe. Parmi eux James Teer.
Ils échouent à Port Ross.
Prenant la direction du petit groupe, grâce à son ingéniosité et sa volonté de fer, Teer parvient pendant plus d'un an et demi à organiser la vie du petit groupe sur ces îles inhospitalières.
Sous sa direction, le groupe arrive à se bâtir un abri et à fabriquer toutes sortes d'objets et ainsi que des vêtements en peaux de phoque.
Régulièrement pour demander de l'aide, Teer fabriquera des modèles réduits de bateaux qu'il lâche en mer accompagné d'un SOS.
Le 8 mars 1867, il organise le déménagement du groupe sur une île voisine Enderby où les phoques, leur alimentation de base, sont nombreux.
Le 21 novembre 1867, les rescapés arrivent enfin à attirer l'attention d'un navire le Hamherstand.
Les survivants atteignent Invercargill le 13 janvier 1868.
James Teer retourne le 16 mars dans les Auckland afin de localiser l'épave du Général Grant et tout l'or à son bord.
La localisation est exacte mais l'entreprise n'aboutit pas.
De retour à West Coast (Nouvelle-Zélande), il raconte et vend ses aventures habillé en peau de phoque.
Il meurt le 30 avril 1887.